# Бакоти
Бако́ти — село в Україні, у Вишнівецькій селищній громаді Кременецького району Тернопільської області. Розташоване на річці Горинь, на півдні району. Підпорядковане Млинівецькій сільраді.(до 2015)
Від вересня 2015 року ввійшло у склад Вишнівецької селищної громади.
До Бакоти приєднано хутір Підгонтівка.
Населення — 275 осіб (2001).

## Історія
Перша писемна згадка — 1463 (Архів Сангушків). 1703 належало князям Вишневецьким.
На 1936 рік село входило до ґміни Старий Олексинець Кременецького повіту.
12 червня 2020 року, відповідно до Розпорядження Кабінету Міністрів України від  № 724-р «Про визначення адміністративних центрів та затвердження територій територіальних громад Тернопільської області», село увійшло до складу Вишнівецької селищної міської громади.
19 липня 2020 року, в результаті адміністративно-територіальної реформи та ліквідації Збаразького району, село увійшло до складу новоутвореного Кременецького району.

## Населення
За даними перепису населення 2001 року мовний склад населення села був таким:
| Мова       | Число осіб | Відсоток |
| ---------- | ---------- | -------- |
| українська |            | 99,64    |
| білоруська |            | 0,36     |

## Пам'ятки

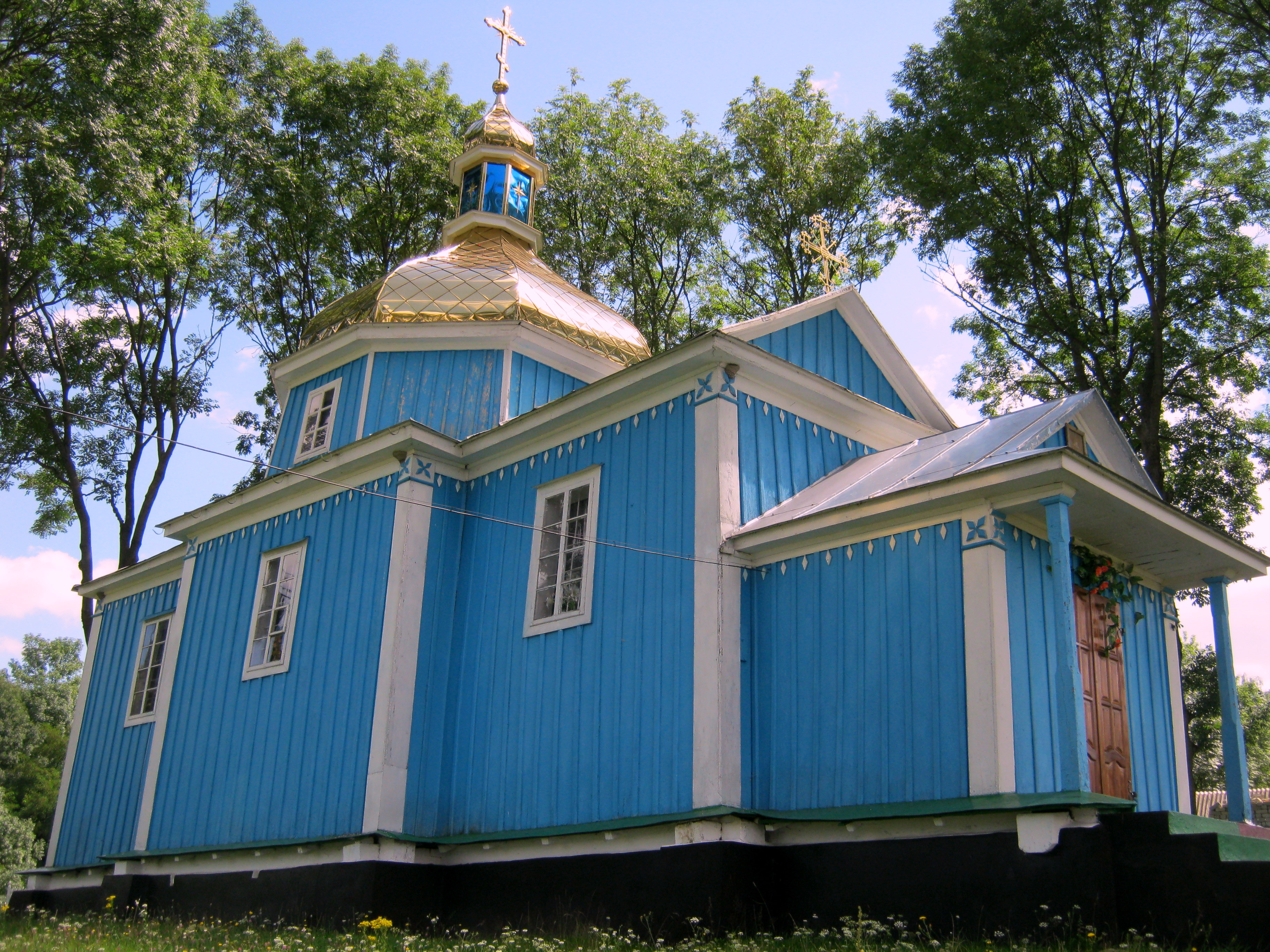
Церква Собору Пресвятої Богородиці

Є церква Собору Пресвятої Богородиці (1913).

## Соціальна сфера
Діє бібліотека.

## Відомі люди
У селі народився історик [[Бречкевич Митрофан Васильович|Митрофан Бречкевич

## Галерея

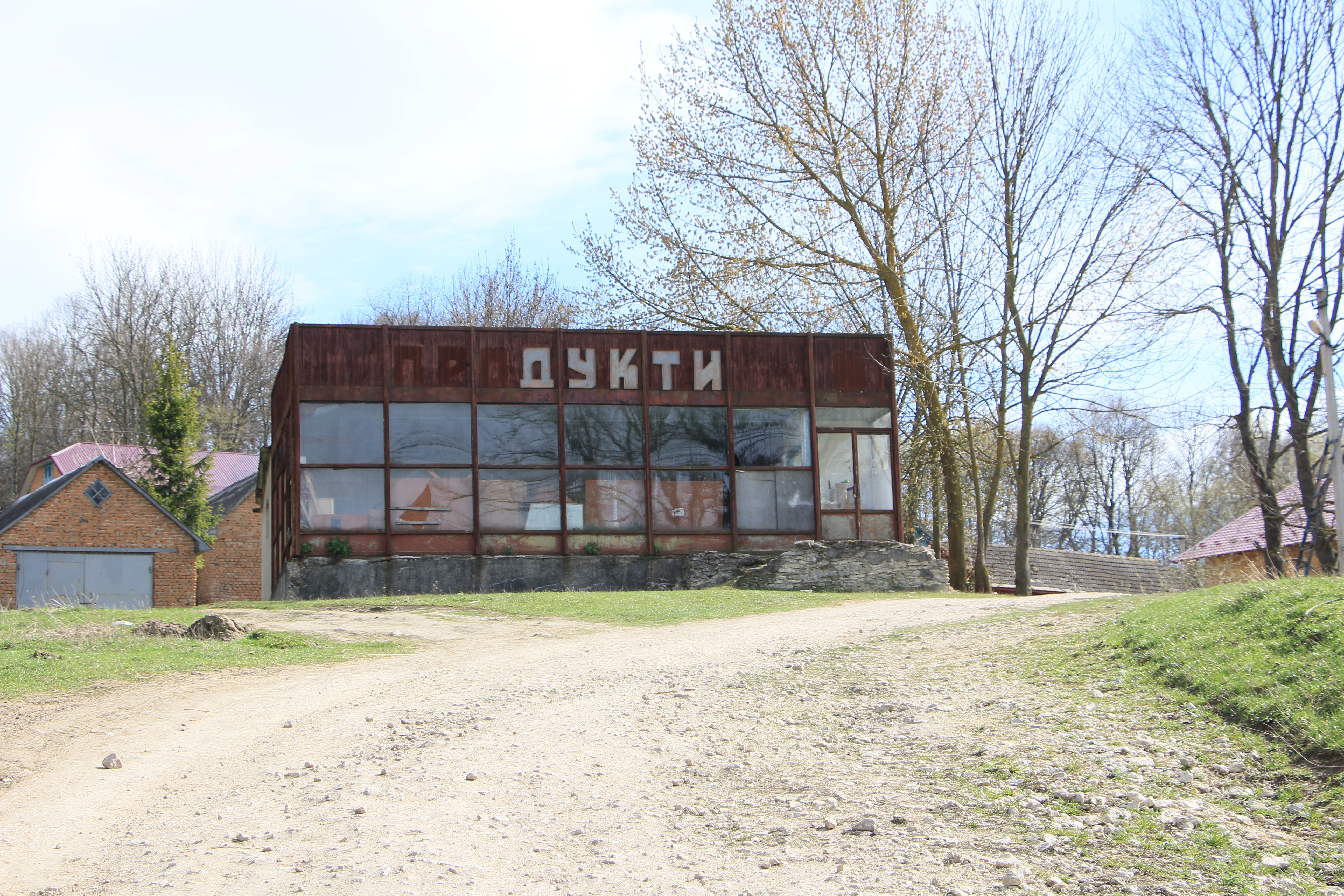
Покинута будівля магазину
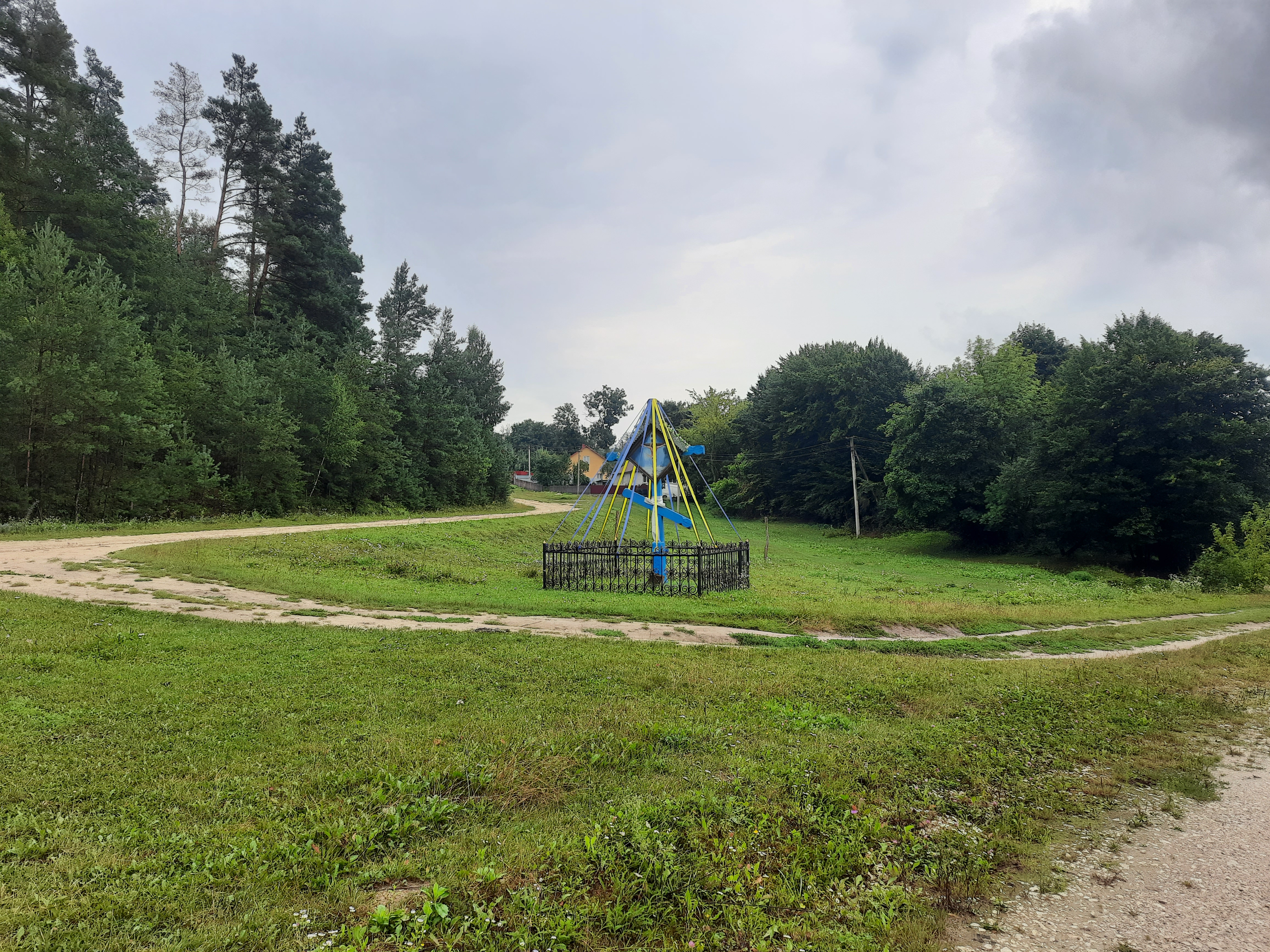
Сільський пейзаж
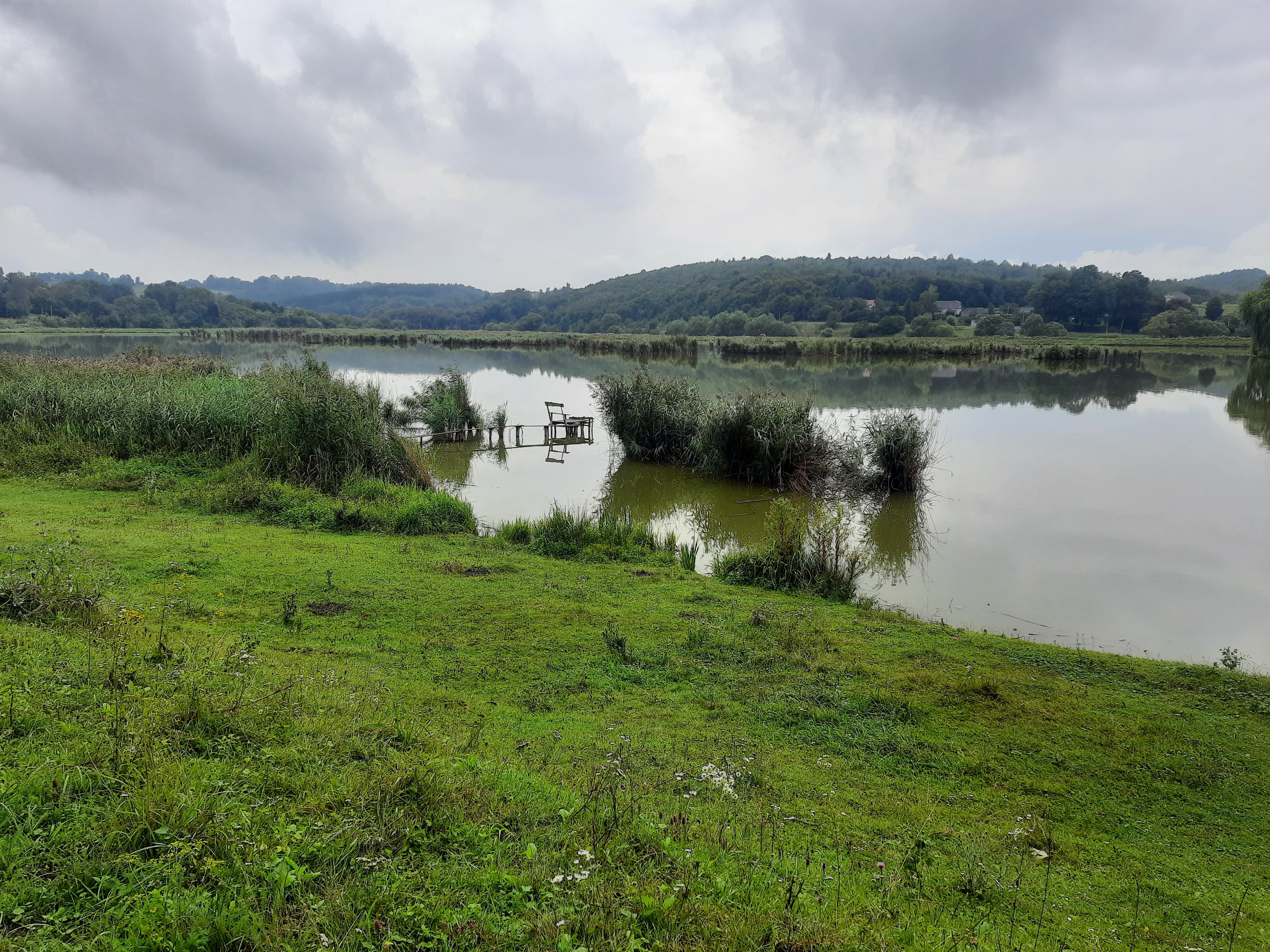
Став біля села